# Neottiella
Neottiella är ett släkte av svampar. Neottiella ingår i familjen Pyronemataceae, ordningen skålsvampar, klassen Pezizomycetes, divisionen sporsäcksvampar och riket svampar.

## Källor

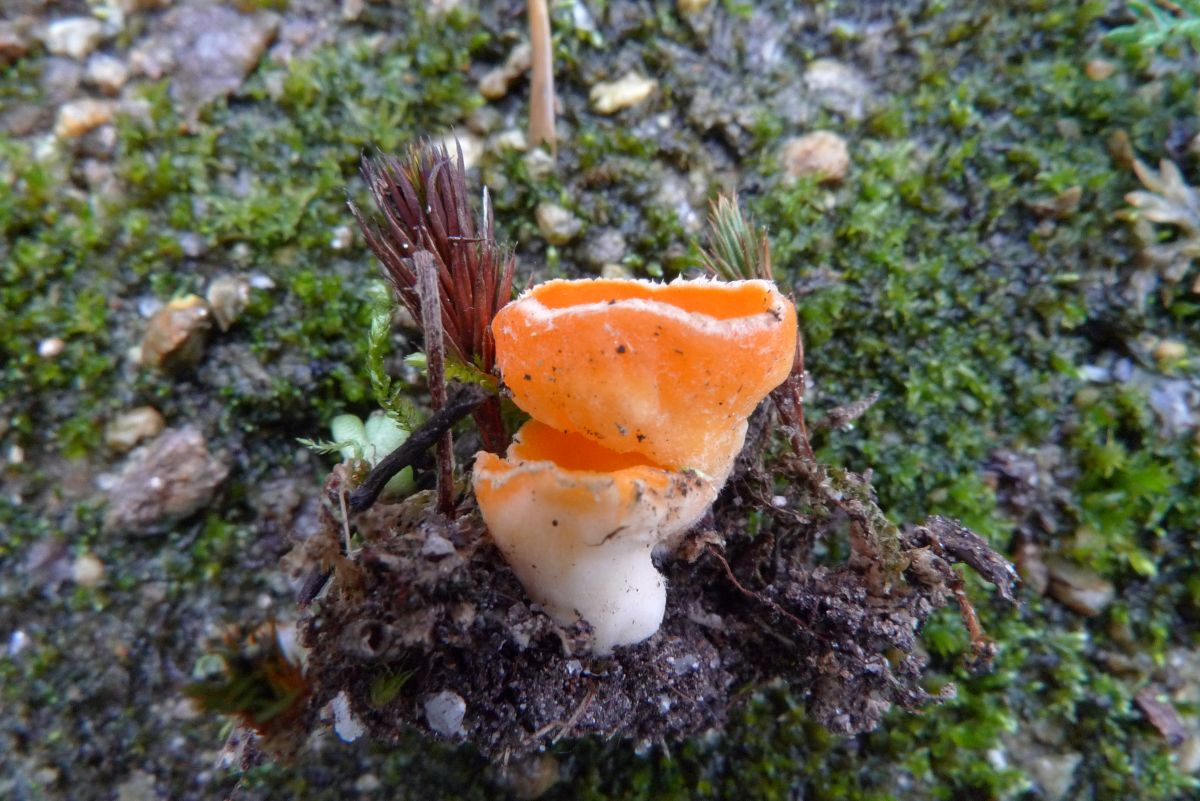
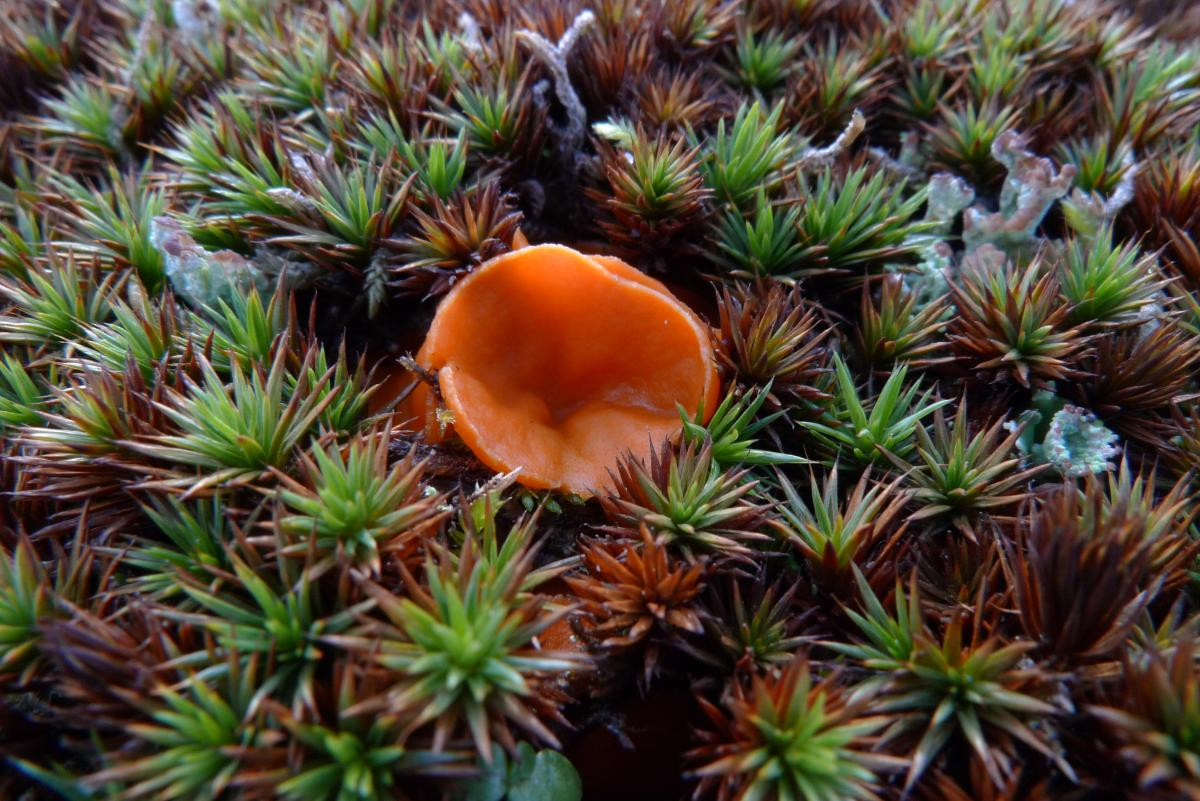